# Unión de Trabajadores Agrícolas de Corea
La Unión de Trabajadores Agrícolas de Corea (UTAC) es un sindicato y una organización de masas de trabajadores agrícolas de Corea del Norte. Es una de las organizaciones de masas más importantes del país. La UTAC fue fundada en 1946 y reformado en 1965 siguiendo los lineamientos de las históricas Tesis sobre la cuestión rural socialista en nuestro país del líder norcoreano Kim Il-sung. La organización es miembro del Frente Democrático para la Reunificación de la Patria y está controlada directamente por el Comité Central del gobernante Partido del Trabajo de Corea.
La UTAC educa a sus 1,6 millones de miembros (agricultores, así como oficinistas y trabajadores manuales en el sector agrícola) sobre cuestiones agrícolas. Además, la organización educa sobre cuestiones ideológicas, incluido el Juche. El presidente actual es Han Jong-hyok.

## Historia
La organización fue fundada como Unión de Agricultores de Corea del Norte (북조선농민동녹) el 31 de enero de 1946. En febrero de 1951, se fusionó con su equivalente de Corea del Sur, la Federación General de Sindicatos de Agricultores (농민조합총연녹), para formar la Unión de Agricultores de Corea (조선농민동녱). La organización adoptó su nombre actual el 25 de marzo de 1965. El motivo del cambio de nombre fue la decisión de renovar la organización de acuerdo con las directrices establecidas en la obra histórica de Kim Il-sung de 1964 sobre política agrícola, Tesis sobre la cuestión rural socialista en nuestro país.

## Organización
La organización tiene su sede en la capital, Pionyang. Está controlada directamente por el Comité Central del gobernante Partido del Trabajo de Corea. La UTAC es miembro del frente popular Frente Democrático para la Reunificación de la Patria. La UTAC publica la revista Agriculture Pueblo trabajador de Corea en coreano e inglés.
El actual presidente de la UTAC es Han Jong-hyok. Sus predecesores fueron Kim Chang-yop (김창정) y Ri Myong-kil (리명길), quien a su vez fue precedido por Seong San-sop (성산섭) desde abril de 1998. Seong fue precedido por Choe Seong-suk (최성숙), quien se convirtió en presidente en 1993.

## Membresía
Los 1,6 millones de miembros actuales de la unión son inferiores a los tres millones de los años 1980 y los 2,6 millones de los años 1970.
Los ciudadanos norcoreanos deben ser miembros de al menos una organización de masas afiliada a un partido, una de las cuales es la UTAC. La membresía en la UTAC está abierta a agricultores de granjas colectivas de entre 31 y 65 años (60 para las mujeres), así como a trabajadores de oficina y trabajadores manuales en el sector agrícola.
Además de educar sobre cuestiones agrícolas, la organización brinda educación sobre ideología, incluida la idea Juche. El papel de la organización puede caracterizarse como "adoctrinar y controlar... en lugar de [representar] a los trabajadores".

### Obras citadas
- Scalapino, Robert A.; Kim, Chun-yŏp (1983). North Korea Today: Strategic and Domestic Issues. Institute of East Asian Studies, University of California, Berkeley, Center for Korean Studies. ISBN 978-0-912966-55-7.
- Understanding North Korea 2014. Seoul: Institute for Unification Education. 2015. OCLC 829395170.
- Yonhap (2002). North Korea Handbook. Seoul: M.E. Sharpe. ISBN 978-0-7656-3523-5.